# Бербетешть (Вилча)
Бербетешть, Бербетешті (рум. Bărbătești) — село у повіті Вилча в Румунії. Входить до складу комуни Бербетешть.
Село розташоване на відстані 176 км на північний захід від Бухареста, 21 км на захід від Римніку-Вилчі, 96 км на північ від Крайови, 128 км на південний захід від Брашова.

## Населення
За даними перепису населення 2002 року у селі проживала 1731 особа. Рідною мовою 1730 осіб (99,9%) назвали румунську.
Національний склад населення села:
| Національність | Кількість осіб | Відсоток |
| -------------- | -------------- | -------- |
| румуни         | 1710           | 98,8%    |
| цигани         | 19             | 1,1%     |